# Spoorlijn Beauvais - Gisors-Embranchement
De spoorlijn Beauvais - Gisors-Embranchement was een Franse spoorlijn van Beauvais naar Gisors. De lijn was 31,8 km lang en heeft als lijnnummer 332 000.

## Geschiedenis
De lijn werd aangelegd door de Compagnie des chemins de fer du Nord en geopend in verschillende gedeeltes. Van Beauvais tot Rainvillers op 4 augustus 1870, van Rainvillers tot Gisors-Est op 3 juli 1875 en van Gisors-Est tot Gisors-Embranchement op 1 januari 1906. Personenvervoer werd opgeheven in 1939. Goederenvervoer werd sinds 1942 stapsgewijs opgeheven. Daarna is de lijn gesloten en opgebroken.

## Aansluitingen
In de volgende plaatsen is of was er een aansluiting op de volgende spoorlijnen:
Beauvais
RFN 325 000, spoorlijn tussen Épinay-Villetaneuse en Le Tréport-Mers
RFN 325 606, stamlijn Beauvais 2
RFN 325 611, stamlijn Beauvais 1
Goincourt
RFN 333 000, spoorlijn tussen Goincourt en Gournay-Ferrières
Gisors
RFN 330 000, spoorlijn tussen Saint-Denis en Dieppe
RFN 342 000, spoorlijn tussen Gisors-Embranchement en Pont-de-l'Arche

## Galerij

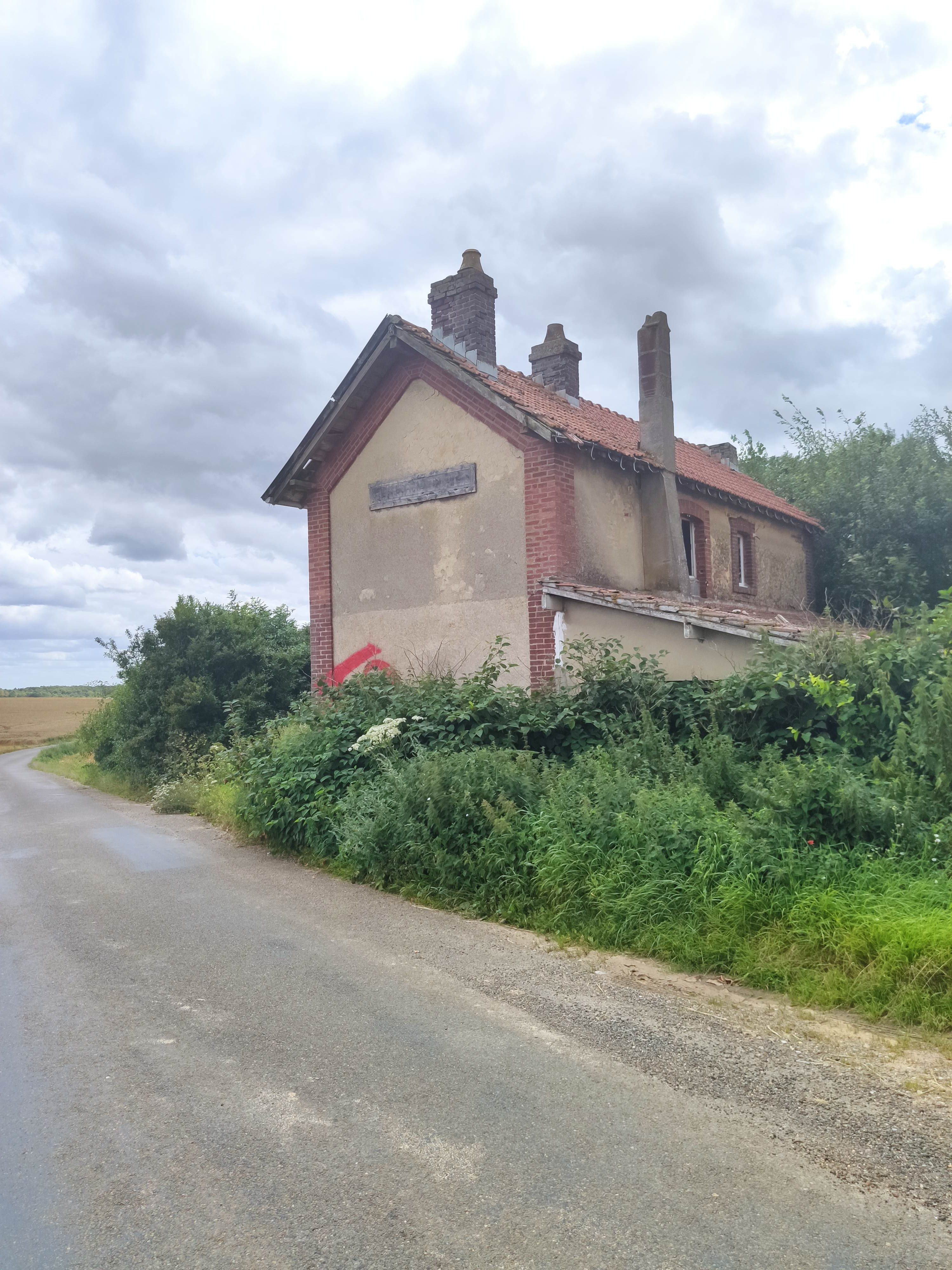
Station Boutencourt